# マーク・エメリー
マーク・エメリーはカナダ人の大麻合法活動家、起業家、政治家である。エメリーは国際的な大麻規制法の改正の著名な提唱者であり、しばしば「大麻王子」(the Prince of Pot) と称される。彼は 新民主党、Freedom Party of Canada, the Unparty, Marijuana Party of Canada, カナダ保守党、British Columbia Marijuana Party, Green Party of British Columbia で活動してきた。
また政治的リバタリアンとして、彼はSunday shopping 法、猥褻法、スポーツイベントの政治的推奨、カナダにおける検閲、いくつかの税金徴収に反対している。
エメリーは何度も収監されていて、その中で最も有名なのは2009年、メールオーダーで大麻種子をアメリカ合衆国に向けて販売したとして合衆国連邦刑務所での禁固5年の刑を宣告されたことである。2017年3月8日、彼とその妻ジョディ・エメリーはトロント・ピアソン国際空港で逮捕され、スケジュール IIの不正取引、所持、起訴犯罪の企図を含む多くの罪に問われた。
彼は妻とバンクーバーに住んでいる。